# Храми Вінниці
У Вінниці є храми всіх основних релігійних конфесій України: християнських (православні, греко-католики, римо-католики, протестанти), ісламські та юдейські громади.

## Християнство

### Католицизм

#### Римо-католицька Церква в Україні
| Назва                                | Розташування                 | Короткі відомості                                                            | Статус | Зображення |  |
| ------------------------------------ | ---------------------------- | ---------------------------------------------------------------------------- | ------ | ---------- |  |
| Костел Святої Діви Марії Ангельської | вул. Соборна, 12             | Зведений у 1746 - 1761 рр. Входив у склад монастиря Капуцинів                | Діючий |            |  |
| Єзуїтський монастир                  | вул. Соборна, 17             |                                                                              |        |            |  |
| Монастир сестер-каносіянок           | вул. Соборна, 18             |                                                                              |        |            |  |
| Костел Божого Милосердя              | вул. Генерала Григоренка, 46 | Костел збудовано протягом 1996-1997 рр. Зараз також редакція часопису CREDO. | Діючий |            |  |
| Костел Святого Франциска             | вул. Романа Шухевича, 48     | Костел освятили 4 жовтня 1986 року.                                          | Діючий |            |  |
| Костел Святого Духа                  | вул. Келецька, 117а          |                                                                              | Діючий |            |  |

#### Українська греко-католицька церква
| Назва                                                                    | Розташування     | Короткі відомості | Статус | Зображення |  |
| ------------------------------------------------------------------------ | ---------------- | --- | ------ | ---------- |  |
| Церква Покрови Пресвятої Богородиці                                      | вул. Київська, 1 | Збудована у 1993—1996 роках. Нa плoщi бiля хрaмy Покрови Пресвятої Богородиці встaнoвили пaм'ятник кардиналові Любoмирy Гyзaрy. Відкриття відбулося 9 жовтня 2021 року.                                                       | Діюча  |            |  |
| Монастир імені Патріарха Йосифа Сліпого та храм святого Йосифа Обручника |                  | 31 травня 2025 року у Вінниці відбулося освячення. Чин освячення та Божественну Літургію очолив владика Йосиф Мілян, єпископ-помічник Київської архиєпархії у співслужінні з отцями Згромадження Воплоченого Слова в Україні. | Діюча  |            |  |

### Православ'я

#### Православна церква України[5]
| Храм                                                                                   | Адреса                                                       | Історія | Настоятель (станом на грудень 2018) | Фото |
| -------------------------------------------------------------------------------------- | ------------------------------------------------------------ | --- | ----------------------------------- | ---- |
| Спасо-Преображенський кафедральний собор                                               | вул. Соборна, 23                                             | Збудований у 1758 р. за проектом Паоло Фонтана. Розташований у історичному центрі міста та знаходиться серед фортифікаційних споруд м.Вінниці часів середньовіччя. Колишній костел і монастир домініканців | Миторополит Симеон                  |      |
| Церква святителя Миколая Чудотворця (усипальниця Пирогова)                             | 2-й пров. Вишневського, 16                                   | Збудована у 1882 - 1885 рр. | протоієрей Вячеслав Буданевич       |      |
| Кафедральний храм Нерукотворного Образа Господа нашого Ісуса Христа («Спас на Убрусі») | проїзд Павла Корнелюка, 7а                                   | | митрополит Михаїл                   |      |
| Храм Преподобного Серафима Саровського                                                 | Хмельницьке шосе, 145а                                       | Патріарх Філарет звершив освячення 11 жовтня 2008 року | прот. Олександр (Токарчук)          |      |
| Храм Святої Великомучениці Варвари                                                     | 1-ий Київський провулок, 66                                  | | о.Ілля                              |      |
| Храм Святого Архістратига Божого Михаїла Храм Петра і Павла (будується)                | вул. Гетьмана Мазепи, 10а                                    | | прот. Михаїл Бабій                  |      |
| Храм Різдва Христового                                                                 | Немирівське шосе, 82                                         | | прот. Володимир Суховєрхов          |      |
| Храм Святого Великомученика Георгія Побідоносця                                        | вул. Стельмаха, 43а                                          | | прот. Сергій Волох                  |      |
| Собор ікони Божої Матері «Всіх скорботних радість»                                     | вул. Підлісна, 2а (на території кладовища Підлісне)          | | митрополит Роман                    |      |
| Храм Святих Жон-Мироносиць                                                             | вул. Київська, 126а                                          | | прот. Роман Петрик                  |      |
| Храм Преподобного Лаврентія Чернігівського                                             | вул. Пирогова, 109а                                          | | прот. Костянтин Іванченко           |      |
| Храм собору всіх Святих цілителів і безсрібників                                       | вул. Пирогова, 109в (на території обласного наркодиспансеру) | |                                     |      |
| Храм Покрови Пресвятої Богородиці                                                      | вул. Покровська, 2а                                          | |                                     |      |
| Храм Різдва Пресвятої Богородиці                                                       | вул. Покровська, 137б                                        | |                                     |      |
| Храм Святого князя Володимира Великого                                                 | вул. Якова Шепеля, 72б                                       | |                                     |      |
| Храм ікони Божої Матері «Помічниця в пологах»                                          | просп. Коцюбинського, 50 (в приміщені пологового будинку №2) | |                                     |      |
| Храм Свято-Троїцький                                                                   |                                                              | | протоієрей Олексій Волков           |      |

#### Українська православна церква (Московський патріархат)[7]
| Назва                                                                                        | Розташування                                                                                 | Короткі відомості | Статус | Зображення |
| -------------------------------------------------------------------------------------------- | -------------------------------------------------------------------------------------------- | --- | ------ | ---------- |
| П'ятничанська церква Різдва Пресвятої Богородиці                                             | вул. Івана Богуна, 123/1                                                                     | Одна з найбільших церков Вінниці. Приблизно збудована у 1913-1914 рр.                                                             | Діюча  |            |
| Миколаївська церква                                                                          | вул. Синьоводська, 12                                                                        | Збудована у 1746 р. Одна із найдревніших церков міста.                                                                            | Діюча  |            |
| Свято-Воскресенська церква                                                                   | Хмельницьке шосе, 5                                                                          | Збудована у 1910 році за проектом Григорія Артинова. Входить у четвірку церков збудованих за проектом Григорія Артинова у Вінниці | Діюча  |            |
| Свято-Іоанно-Богословський чоловічий монастир (храм Апостола і євангеліста Іоанна Богослова) | вул. Чумацька, 189                                                                           | Збудована у 1916 за проектом Григорія Артинова                                                                                    | Діюча  |            |
| Церква Блаженної Ксенії Петербурзької                                                        | вул. В'ячеслава Чорновола, 2а                                                                | Парафія заснована у 2000. Будівля церкви збудована у 1911. Церква знаходиться у мальовничому місці на березі річки Південний Буг  | Діюча  |            |
| Храм Великомученика Георгія Побідоносця/ Воскресіння Словущого                               | просп. Коцюбинського, 60а                                                                    | Збудована 2010 року. Є збільшеною копією Церкви Воскресіння Христового в Форосі.                                                  | Діюча  |            |
| Храм Великомученика Георгія Побідоносця                                                      | вул. Київська, 144                                                                           | | Діюча  |            |
| Місіонерський храм Покрова Пресвятої Богородиці                                              | вул. Сергія Зулінського (біля буд. 47)                                                       | | Діюча  |            |
| Храм Священномученика Володимира, митрополита Київського                                     | вул. Замостянська, 49а                                                                       | | Діюча  |            |
| Храм Святителя Луки Кримського                                                               | Хмельницьке шосе, 90а                                                                        | | Діюча  |            |
| Храм Покрова Пресвятої Богородиці                                                            | вул. Пирогова, 157а                                                                          | | Діюча  |            |
| Хресто-Воздвиженський храм                                                                   | вул. Келецька, 59а                                                                           | | Діюча  |            |
| Храм Апостола Андрія Первозванного                                                           | вул. Андрія Первозванного (Вишенський парк)                                                  | | Діюча  |            |
| Храм Стрітення Господнього                                                                   | вул. Пирогова, 150а                                                                          | | Діюча  |            |
| Малий храм Вознесіння Господнього                                                            | вул. Генерала Арабея, 2г                                                                     | | Діюча  |            |
| Храм Святого Благовірного князя Олександра Невського                                         | вул. Лесі Українки, 47                                                                       | | Діюча  |            |
| Храм Чуда Архістратига Михаїла в Хонях                                                       | вул. Олексія Миргородського, 78                                                              | | Діюча  |            |
| Храм ікони Пресвятої Богородиці «Скоропослушниця»                                            | Хмельницьке шосе, 129                                                                        | | Діюча  |            |
| Храм Успіння Пресвятої Богородиці                                                            | вул. Маріупольська, 60                                                                       | | Діюча  |            |
| Храм Святого Праведного Іоанна Кронштадтського                                               | вул. Київська, 68 (територія Вінницької міської клінічної лікарні швидкої медичної допомоги) | | Діюча  |            |
| Храм Святих Косьми і Даміана                                                                 | вул. Стрілецька, 103                                                                         | | Діюча  |            |
| Храм Святого мученика Трифона                                                                | площа Шкільна                                                                                | | Діюча  |            |
| Храм Зіслання Святого Духа                                                                   | вул. Брацлавська, 22                                                                         | | Діюча  |            |
| Храм Святителя Тихона                                                                        | вул. Надії Суровцової, 9                                                                     | | Діюча  |            |
| Храм Святого Великомученика Пантелеймона                                                     | пров. Левка Лук'яненка, 16                                                                   | | Діюча  |            |
| Храм Священномученика Макарія, митрополита Київського                                        | вул. Гетьмана Мазепи, 14                                                                     | | Діюча  |            |
| Храм Великомученика Димитрія Солунського                                                     | вул. Хлібна, 3                                                                               | | Діюча  |            |
| Храм Преподобної Марії Єгипетської                                                           | вул. Євгена Коновальця, 85а                                                                  | | Діюча  |            |
| Храм Собору Іоанна Предтечі                                                                  | вул. Степова, 2а                                                                             | | Діюча  |            |
| Храм Святої преподобномучениці Феодосії                                                      | вул. Батозька                                                                                | | Діюча  |            |
| Храм                                                                                         | вул. Барвиста                                                                                | |        |            |
| Храм                                                                                         | вул. Волошкова, 4а                                                                           | |        |            |

### Протестантизм

#### Баптизм
| Назва                                               | Розташування                    | Короткі відомості      | Статус | Зображення |
| --------------------------------------------------- | ------------------------------- | ---------------------- | ------ | ---------- |
| Баптистська церква "Дім Євангелія"                  | вул. Праведників Світу, 3а      | Збудована у 1996 році. | Діюча  |            |
| Церква Євангельських Християн Баптистів "Фіміам"    | вул. Київська, 94               |                        | Діюча  |            |
| Церква Євангельських Християн Баптистів "Життя"     | пров. Весняний, 2               |                        | Діюча  |            |
| Церква Євангельських Християн Баптистів "Спасіння"  | 3-й пров. Леоніда Каденюка, 13а |                        | Діюча  |            |
| Церква Євангельських Християн Баптистів "Благодать" | пров. Паневежиський, 17         |                        | Діюча  |            |
| Церква Євангельських Християн Баптистів "Вефіль"    | Немирівське шосе, 60            |                        | Діюча  |            |

#### Адвентизм
| Назва                          | Розташування              | Короткі відомості | Статус | Зображення |
| ------------------------------ | ------------------------- | ----------------- | ------ | ---------- |
| Церква Адвентистів Сьомого Дня | вул. Келецька, 50а        |                   | Діюча  |            |
| Церква Адвентистів Сьомого Дня | вул. Марії Приймаченко, 9 |                   | Діюча  |            |

#### Інші релігійні громади
| Назва                                                        | Розташування                 | Короткі відомості | Статус | Зображення |
| ------------------------------------------------------------ | ---------------------------- | ----------------- | ------ | ---------- |
| Зал Царства Свідків Єгови                                    | вул. Лялі Ратушної, 27       |                   | Діюча  |            |
| Зал Царства Свідків Єгови                                    | вул. Верхарна, 26            |                   | Діюча  |            |
| Церква Ісуса Христа Святих Останніх Днів                     | вул. Магістратська, 40       |                   | Діюча  |            |
| Церква Ісуса Назарянина                                      | вул. Князів Коріатовичів, 10 |                   | Діюча  |            |
| Церква євангельських християн п'ятидесятників "Преображення" | пров. Брацлавський, 17а      |                   | Діюча  |            |
| Церква Воскреслого Христа                                    | вул. Максима Шимка, 46       |                   | Діюча  |            |
| Дім молитви                                                  | вул. Абрикосова, 26          |                   | Діюча  |            |

## Юдаїзм
| Назва                                       | Розташування                | Короткі відомості | Статус | Зображення |
| ------------------------------------------- | --------------------------- | --- | ------ | ---------- |
| КЄМО.Вінниця - Єврейська месіанська громада | вул. Болгарська, 35         | Заснована у 2003р. Поєднує традиції єврейської культури з вірою у Месію. Проводяться шабатні богослужіння, святкові заходи, освітні семінари, музичні концерти та культурні події, спрямовані на збереження єврейської спадщини та духовний розвиток. Простір для натхнення, взаємної підтримки і духовного зростання. Відкрита для всіх, хто цікавиться єврейською культурою, традиціями та духовними цінностями. | Діюча  |            |
| Синагога Ліфшиця                            | вул. Соборна, 62            | Побудована у 1897 р. Закрита у радянський час у 1930 р., повернута вірянам 1992 р. | Діюча  |            |
| Синагога Райхера                            | вул. Червонохрестівська, 11 | Збудували синагогу Райхера у 1903 році на земельній ділянці у Малоторговому провулку (зараз - вул. Червонохрестівська). Автором проекту став головний міський архітектор Григорій Артинов. |        |            |
| Синагога                                    | просп. Космонавтів, 8       | |        |            |
| Синагога                                    | вул. Грушевського, 8        | |        |            |
| Синагога                                    | вул. Синьоводська, 202а     | |        |            |

## Іслам
| Назва                       | Розташування           | Короткі відомості  | Статус | Зображення |
| --------------------------- | ---------------------- | ------------------ | ------ | ---------- |
| Ісламський культурний центр | вул. Матроса Кішки, 63 | Працює з 2006 року | Діюча  |            |

## Індуїзм
| Назва                             | Розташування           | Короткі відомості | Статус | Зображення |
| --------------------------------- | ---------------------- | ----------------- | ------ | ---------- |
| Храм товариства свідомості Крішни | вул. Симона Петлюри, 5 |                   | Діюча  |            |